# Sóller
Sóller is een gemeente op het Spaanse eiland Mallorca in de provincie en regio Balearen met een oppervlakte van 43 km². Sóller telt 13.491 inwoners (2021). Binnen de gemeentegrenzen vallen eveneens het havenplaatsje Port de Sóller, Biniaraix en Binibassi.
Het oude stratenplan is van islamitische oorsprong en het centrum bevat veel huizen uit de zestiende tot achttiende eeuw. De Ferrocarril de Sóller is een nostalgische houten tram met als bouwjaar 1912. Deze verbindt de stad Sóller (spreek uit: sóljer) met de 5 km verder gelegen haven Port de Sóller. Stad en haven liggen in een dal dat wordt afgeschermd door de bergmassieven van de Sierra de Alfabia, van de Puig de L'Ofre en van de Puig Major. Hier gedijen olijfbomen en allerlei soorten citrusvruchten. De in het hele dal aangelegde terrascultures met hun bevloeiingssysteem zijn een erfenis van de Arabische veroveraars, die zich rond 950 in de 'gouden schelp' (Arabisch: suliar) vestigden.
Port de Sóller is tot een vakantieplaats en toeristische trekpleister uitgegroeid, die vooral in de zomer door veel toeristen wordt bezocht. Het merendeel hiervan bereikt het dorp middels de spoorverbinding tussen Palma en Sóller. Sinds 1912 rijdt er dagelijks een trein over deze geëlektrificeerde route van 27,3 km. De reis met de "Sinaasappel Express" duurt ongeveer een uur en voert door dertien tunnels. Ook in het dorp zelf wordt middels een oude verbinding het vervoer geregeld; hier gebruikt men een oude tramverbinding tussen het treinstation en de lager gelegen haven. Dezelfde maatschappij die de treinverbinding exploiteert - de Ferrocarril de Sóller - is ook hier verantwoordelijk voor.

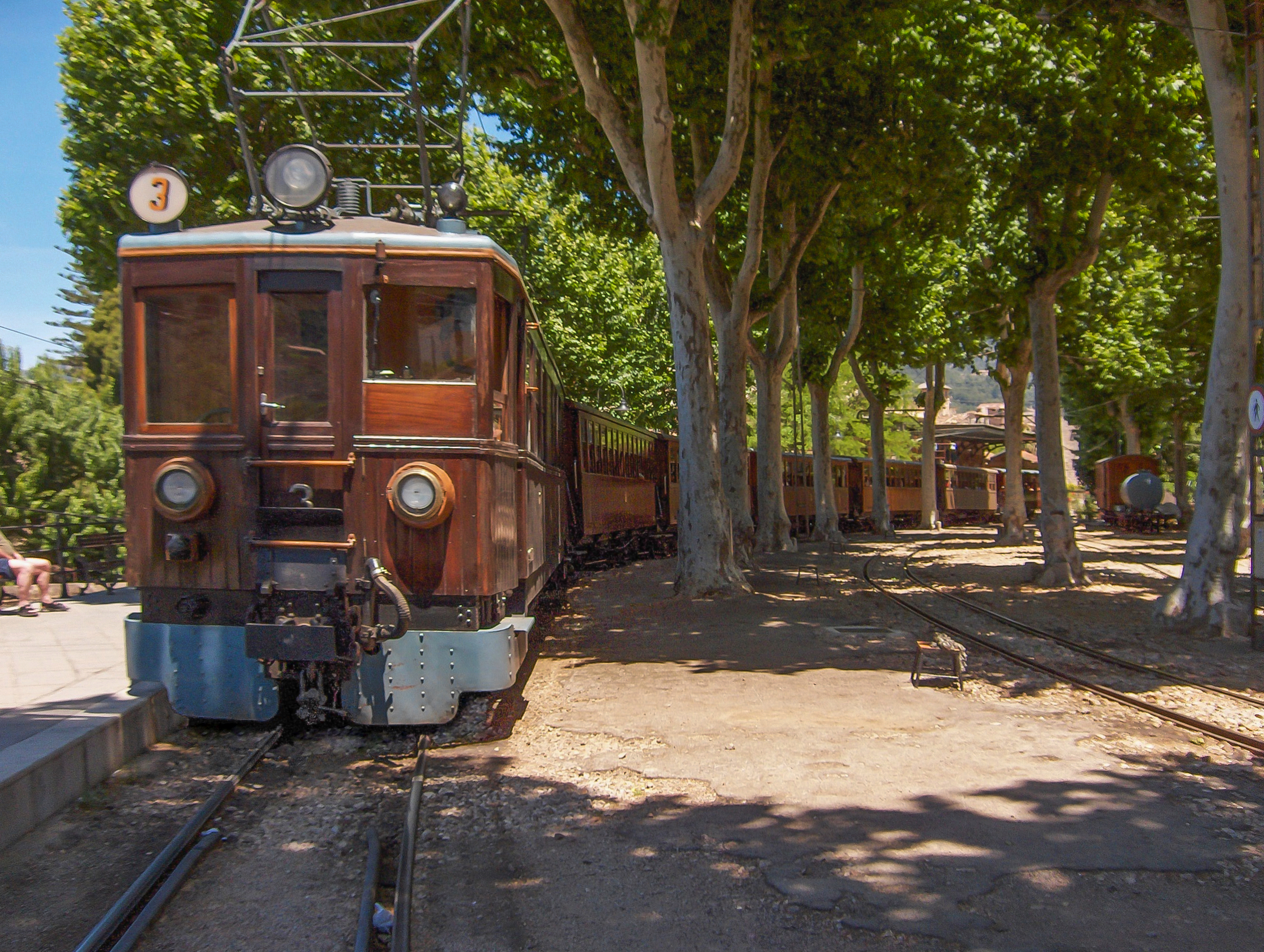
Het oude treintje
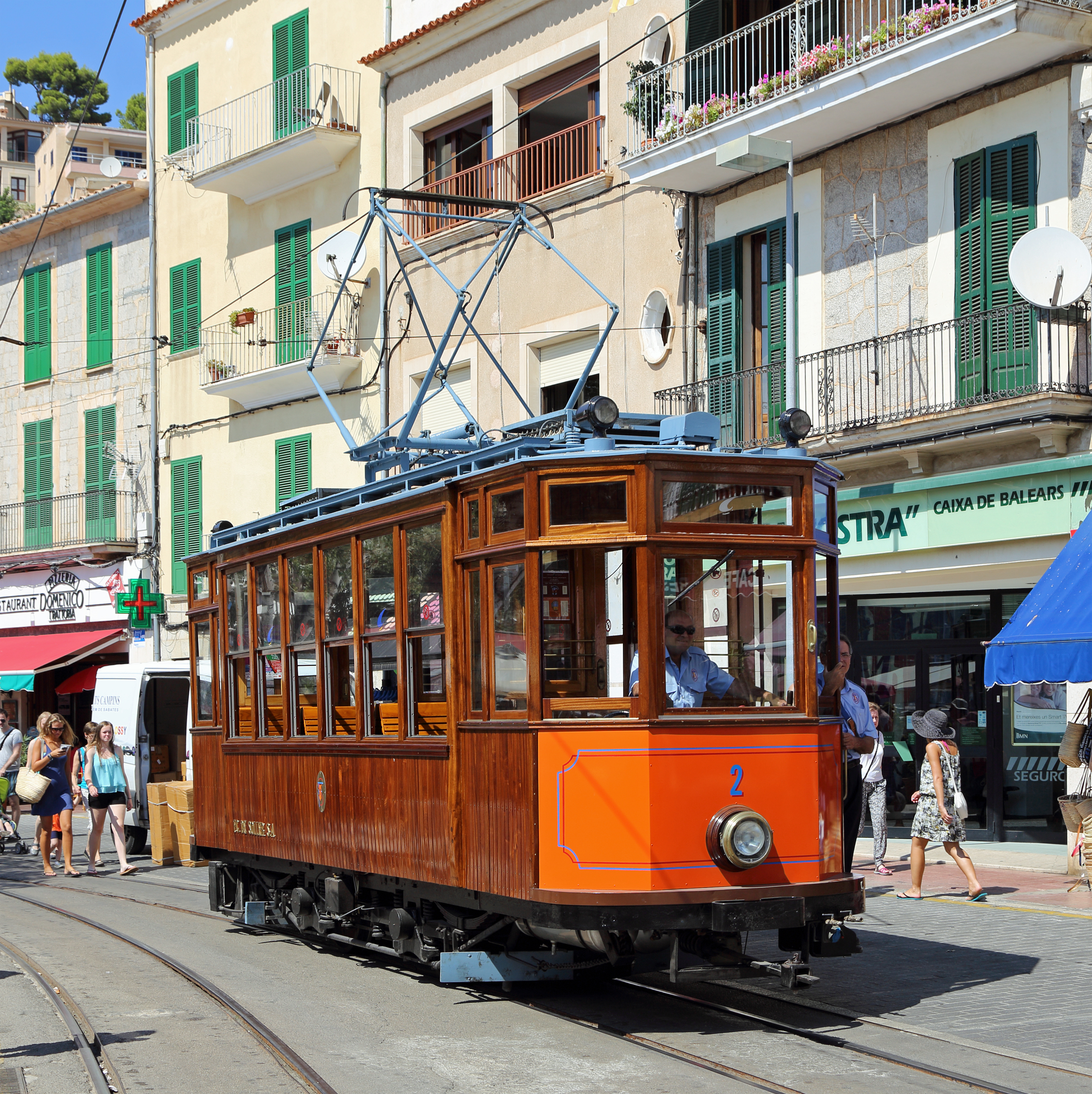
Tram in Port de Sóller

## Bezienswaardigheden
- De tramlijn die sinds 1913 Sóller met Puerto de Sóller verbindt is uitgegroeid tot een toeristische attractie.
- De kerk Sant Bartomeu werd in zijn huidige gedaante gebouwd tussen 1688 en 1733. Binnen vallen een aantal gotische en vooral barokke altaarstukken op. De voorgevel werd geïnspireerd door de neogotiek. Ze is opgetrokken in de plaatselijke grijze kalksteen van de vallei. Ze dateert uit 1904 en werd ontworpen door Rubió i Bellver, een leerling van Antoni Gaudí.
- Het gebouw van de Banco de Sóller werd in 1912 herwerkt in de stijl van het Catalaans modernisme door Rubió i Bellver. Het huis is opgetrokken in dezelfde grijze kalksteen als de voorgevel van de kerk Sant Bartomeu die slechts door een straatje van het bankgebouw is gescheiden. Het heeft een imposante hoekerker en even indrukwekkend ijzerwerk voor de vensters.
- Sóller bezit een aantal modernistische woonhuizen die aan het begin van de 20e eeuw werden gebouwd in opdracht van teruggekeerde en rijk geworden emigranten die de art nouveau hadden opgemerkt in Frankrijk.
- de torre Picada is een bewakingstoren uit 1622 die uitkijkt over Puerto de Sóller. Ze bevindt zich op 157 meter hoogte en is 11 meter hoog.

## Demografische ontwikkeling

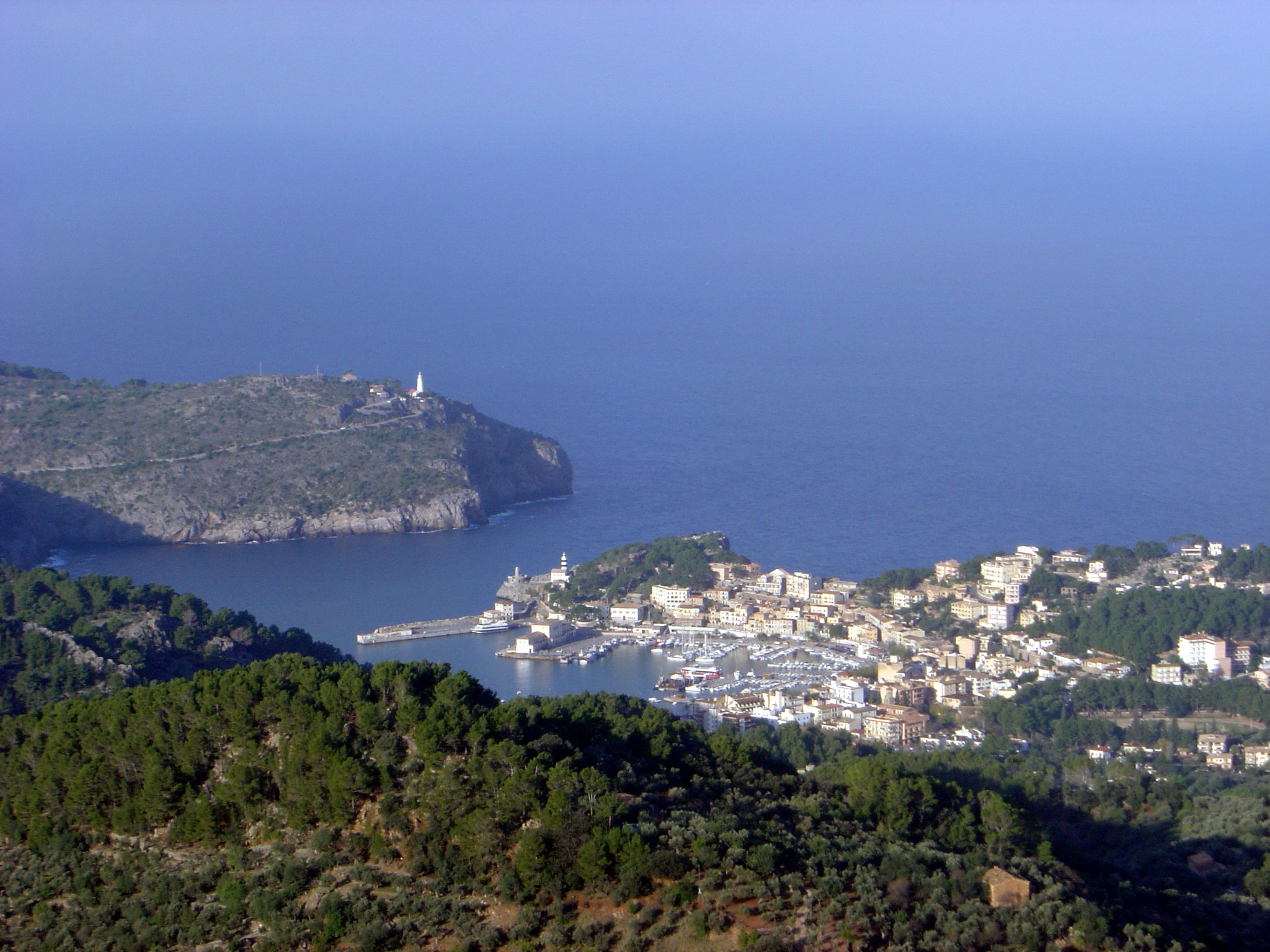
Port de Sóller

Bron: INE; 1857-2011: volkstellingen
Alaró · Alcúdia · Algaida · Andratx · Ariany · Artà · Banyalbufar · Binissalem · Búger · Bunyola · Calvià · Campanet · Campos · Capdepera · Consell · Costitx · Deià · Escorca · Esporles · Estellencs · Felanitx · Fornalutx · Inca · Lloret de Vistalegre · Lloseta · Llubí · Llucmajor · Manacor · Mancor de la Vall · Maria de la Salut · Marratxí · Montuïri · Muro · Palma · Petra · Pollença · Porreres · Puigpunyent · Sa Pobla · Sant Joan · Sant Llorenç des Cardassar · Santa Eugènia · Santa Margalida · Santa María del Camí · Santanyí · Selva · Sencelles · Ses Salines · Sineu · Sóller · Son Servera · Valldemossa · Vilafranca de Bonany